# Symplocos pichinchensis
Symplocos pichinchensis är en tvåhjärtbladig växtart som beskrevs av José Cuatrecasas. Symplocos pichinchensis ingår i släktet Symplocos och familjen Symplocaceae. Inga underarter finns listade i Catalogue of Life.